# Oțeleni
Oţeleni é uma comuna romena localizada no distrito de Iaşi, na região de Moldávia. A comuna possui uma área de 43.92 km² e sua população era de 3773 habitantes segundo o censo de 2007.